# Michael Bray
Michael Bray es un ministro luterano estadounidense. Su movimiento, Acción Defensiva, está ligado a la agrupación fundamentalista Identidad Cristiana y es responsable de numerosos atentados terroristas contra clínicas abortivas. Es, además, reverendo de la iglesia protestante por él creada, la Iglesia luterana reformada, una organización que pregonó el uso de la violencia y el terrorismo contra los que consideran "enemigos de Dios".
En 1985 fue juzgado y condenado junto a otras dos personas por destruir siete clínicas de interrupción de embarazo en Delaware, Maryland, Virginia y Columbia, permaneciendo en prisión hasta el 15 de mayo de 1989.